# Peneothello sigillata
A Peneothello sigillata a madarak osztályának verébalakúak (Passeriformes) rendjéhez és a  cinegelégykapó-félék (Muscicapidae) családjához tartozó tartozó faj.

## Rendszerezése
A fajt Charles Walter De Vis angol ornitológus írta le 1890-ben, a Poecilodryas nembe Poecilodryas ? sigillata néven. Használták a Peneothello sigillatus nevet is.

## Alfajai
- Peneothello sigillata hagenensis Mayr & Gilliard, 1952
- Peneothello sigillata quadrimaculata (Oort, 1910)
- Peneothello sigillata saruwagedi (Mayr, 1931)
- Peneothello sigillata sigillata (De Vis, 1890)[2]

## Előfordulása
Új-Guinea szigetén, Indonézia és Pápua Új-Guinea területén honos. Természetes élőhelyei a szubtrópusi és trópusi síkvidéki és hegyi esőerdők. Állandó, nem vonuló faj.

## Megjelenése
Testhossza 15 centiméter, testtömege 21–28 gramm.

## Életmódja
Rovarokkal táplálkozik, de alkalmanként gyümölcsöt és magvakat is fogyaszt.

## Természetvédelmi helyzete
Az elterjedési területe elég nagy, egyedszáma pedig stabil. A Természetvédelmi Világszövetség Vörös listáján nem fenyegetett fajként szerepel.